# Sarah McBride

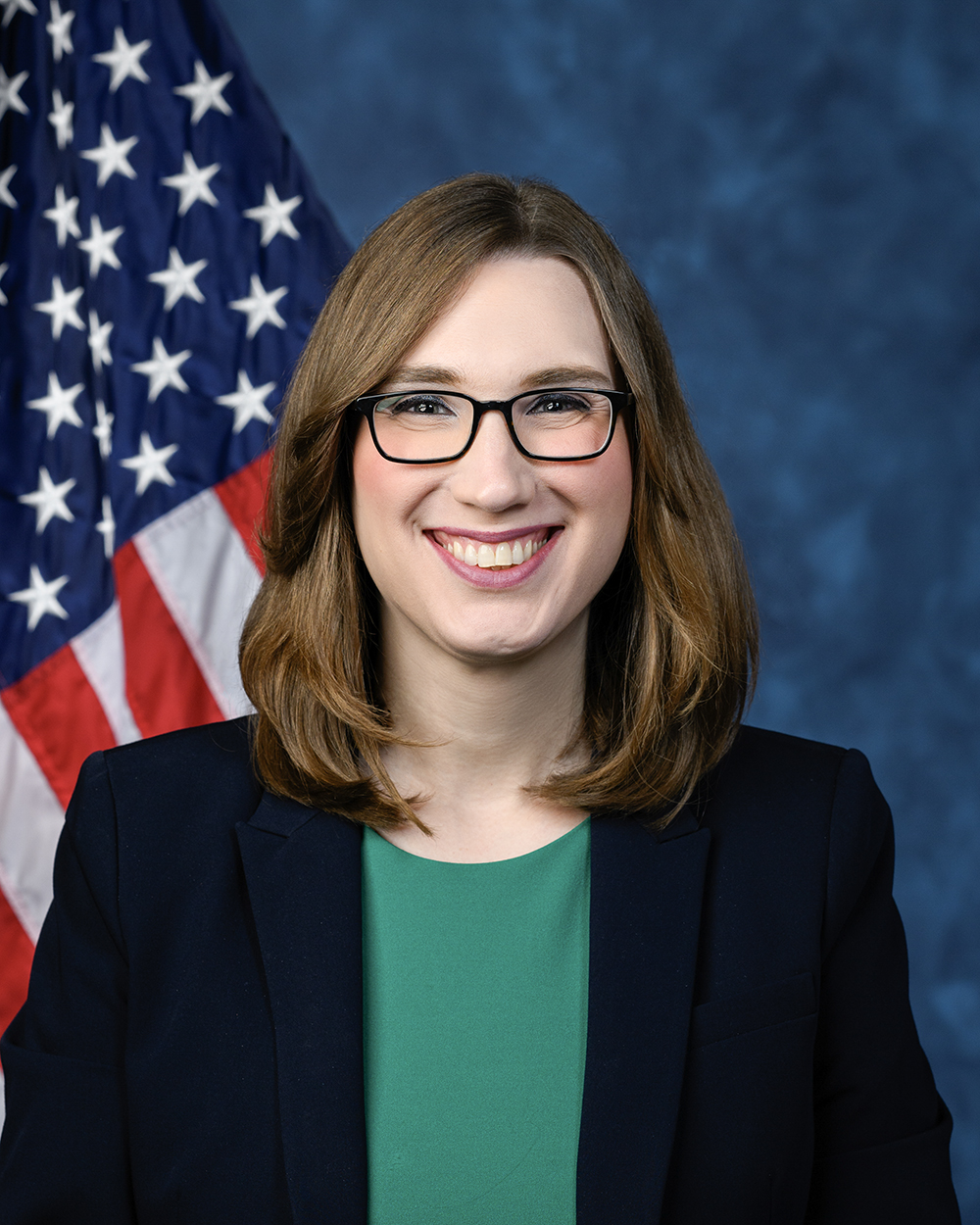
Sarah McBride

Sarah McBride (* 9. August 1990 in Wilmington, Delaware) ist eine US-amerikanische LGBT-Aktivistin und Politikerin der US-Demokraten. McBride wurde 2020 in den Senat von Delaware gewählt und war damit die erste Transgenderperson, die in den Senat eines Bundesstaates gewählt wurde. Sie vertritt seit 3. Januar 2025 Delaware im US-Repräsentantenhaus und ist die erste transgender Abgeordnete im Kongress.

## Leben
McBride erwarb 2013 einen Bachelorgrad an der American University. Sie vollzog ihre Transition während des Studiums.
Sie arbeitet unter anderem als Pressesprecherin der Human Rights Campaign.  2018 veröffentlichte sie das Buch Tomorrow Will Be Different: Love, Loss, and the Fight for Trans Equality. Das Vorwort wurde von Joe Biden verfasst.
McBride heiratete am 24. August 2014 den Aktivisten Andrew Cray (1986–2014), der Mundhöhlenkrebs im Endstadium hatte und vier Tage später daran starb.

## Politik
Sie war bereits als Teenager politisch aktiv, als sie sich an Beau Bidens Wahlkampagne um Attorney General zu werden beteiligte.
McBride absolvierte unter dem damaligen Präsidenten Barack Obama ein Praktikum im Weißen Haus.
Sie gewann in der Wahl am 3. November 2020 mit 73,3 % gegen Steve Washington einen Sitz im Senat von Delaware. Sie ist damit die erste Transgender-Politikerin, die in den Senat eines Bundesstaats der USA gewählt wurde.
Bei der US-Wahl am 5. November 2024 wurde sie zur Abgeordneten für das Repräsentantenhaus der Vereinigten Staaten für Delawares einzigen Distrikt gewählt. Sie setzte sich mit 57,9 % gegen ihren republikanischen Gegner John Whalen durch. Sie ist damit die erste Transgender-Politikerin im Kongress der Vereinigten Staaten.